# Saint-Priest-Palus
Saint-Priest-Palus è un comune francese di 46 abitanti situato nel dipartimento della Creuse nella regione della Nuova Aquitania.

## Società

### Evoluzione demografica
Abitanti censiti